# Germania Secunda
In het begin van de vierde eeuw situeerde de Notitia Dignitatum Germania Secunda of Germania II langs de Neder-Rijn.
Het gebied dat bestuurd werd door een consularis, was de naam van het gebied onder het Dominaat van Germania Inferior, een militair grensgebied, dat ten tijde van de Flavische reorganisatie van het Romeinse Rijk, uit het noordoosten van Gallië, werd opgericht. Dit vond plaats in dezelfde periode toen de Salische Franken werden toegestaan om de Rijndelta te bevolken samen met de Bataven. Het werd van Gallia Belgica gescheiden door de monding van de rivier de Schelde in het noorden en door het Kolenwoud in het zuiden en zuidwesten. Germania Secunda bleef tot het einde van het Romeinse Rijk een kleine, intens gegarnisoeneerde Romeinse provincie. De hoofdstad bleef het Romeinse Colonia Claudia Ara Agrippinensium (het tegenwoordige Keulen), dat tevens de zetel was van het bisdom Keulen. Dit bisdom wist de val van het West-Romeinse Rijk te overleven.

## Civitates en plaatsen
Germania Secunda omvatte de volgende civitates:
- Civitas Agrippinensium, hoofdstad Colonia Claudia Ara Agrippinensium (CCAA), nu Keulen in Duitsland.
- Civitas Batavorum, hoofdstad Ulpia Noviomagus Batavorum, nu Nijmegen in Nederland.
- Civitas Cananefatium, hoofdstad Forum Hadriani of Municipium Aelium Cananefatium (MAC), nu in Voorburg in Nederland.
- Civitas Traianensis, hoofdstad Colonia Ulpia Traiana, nu bij Xanten in Duitsland.
- Civitas Tungrorum, hoofdstad Atuatuca Tungrorum, nu Tongeren in België.